# Rubus casparyi
Rubus casparyi är en rosväxtart som beskrevs av Philipp Wilhelm Wirtgen. Rubus casparyi ingår i släktet rubusar, och familjen rosväxter. Inga underarter finns listade i Catalogue of Life.